# Prayas
Prayas ist eine der größten gemeinnützigen Organisationen Indiens. Ihr Ziel ist es, die Rechte marginalisierter Kinder, Frauen und junger Menschen zu schützen. Die Organisation unterhält in sieben Staaten Indiens Projekte, die geschätzt 100 000 Menschen betreuen. Die Organisation hat ihren Sitz in Delhi.
Prayas ist ein Hindiwort, abgeleitet aus dem Sanskrit, mit der Bedeutung „Anstrengung“.

## Geschichte
Die Organisation wurde im Jahr 1988 von dem Polizeichef Amod Kanth in Delhi gegründet, als ein Feuer das Slum von Jahangirpuri in Nord-Delhi zerstört hat.
Die Organisation war anfangs auf Schutz und Bildung für Kinder ausgelegt, die von der Katastrophe betroffen waren. Seitdem hat sie sich in viele andere Gebiete ausgebreitet. Sie bietet nun Alternativbildung, Kinderheime, Gesundheit, Ernährung und andere Angebote für marginalisierte Kinder in Indien an. Auch sozial schwache Frauen und Jugendliche nutzen die Angebote, besonders die berufliche Ausbildung. Wegen Naturkatastrophen, wie dem Erdbeben in Gujarat 2001 und dem Tsunami 2004, hat die Organisation in den letzten Jahren die Angebote auch auf Gebiete außerhalb von Delhi ausgeweitet und wirkt nun in sieben Staaten in ganz Indien.

## Projekte

### Außerschulische Bildung
Die Organisation bietet außerschulische Kurse für 50.000 vernachlässigte Kinder und die an, die sich ihren Lebensunterhalt selbst verdienen müssen. Die meisten dieser Projekte sind in Delhi, weitere Bildungszentren sind auch in Bihar, Gujarat, Assam, Haryana und Andamanen und Nikobaren ansässig. Kinder, die durch das stattliche Bildungssystem gefallen sind, werden mit außerschulischen Kursen ausgestattet, um ihnen den Anschluss an das Staatssystem zu ermöglichen und sie dort wieder zu integrieren. Schüler bekommen Mittagessen und regelmäßige Gesundheitsuntersuchungen. Die Ausbildungszentren der Organisation wurden von der indischen Regierung und dem United States Department of Labor als vorbildlichstes Model bezeichnet.

### Kinderheime
Die Organisation führt verschiedene große Kinderheime in Delhi. Diese Häuser sind auf Kinder ausgelegt, die verwaist, verlassen und versklavt wurden oder körperlichem und sexuellem Missbrauch ausgesetzt waren. Die Organisation bietet Schutz, Erziehung, medizinische Versorgung, Beratung und Berufsausbildung. Die Organisation wirkt außerdem in einem Aufsichtsheim für Jugendliche mit, welche in einen Konflikt mit dem Gesetz geraten sind.

### Gesundheit und Ernährung
Die Organisation bewirtschaftet zahlreiche 24-Stunden-Krankenhäuser in den Slumgebieten Delhis. Außerdem bietet die Organisation mobile Gesundheitscamps und Versorgung für unversicherte Straßenkinder, die nicht von der Regierung betreut werden. Ein großes HIV/AIDS-Aufklärungsprogramm begann 2005 in Zusammenarbeit mit den staatlichen Schulen in ganz Indien.

### Ökonomische Hilfe zur Selbsthilfe
Die Organisation führt Berufsausbildungsprogramme für über 10 000 Frauen und junge Menschen durch. Teilnehmer bekommen Ausbildungskurse von bis zu zwei Jahren in welchen Fertigkeiten wie Tischlerei, Schönheitskultur, Kleiderdesign, Handwerk und Computeranwendungen. Die Organisation organisiert Praktika und Arbeitsplätze für Absolventen und Abgänger.
Die Organisation unterstützt viele Selbsthilfesysteme, die Ausbildungen und Mikrokreditanlagen anbieten, um Frauen bei der Existenzgründung zu helfen.

### Kindernothilfe
Im Jahr 2004 wurde die Kindernothilfe eingerichtet. Dies ist eine 24-Stunden-Telefonhotline für Kinder in Schwierigkeiten. Mit der Unterstützung der Regierung ist die Kindernothilfe nun für Kinder in 56 Städten Indiens verfügbar. Sie dient als Kontaktaufnahme für Kinder, die Opfer von Missbrauch, Vernachlässigung, Obdachlosigkeit, Menschenhandel, Kinderarbeit und anderen sozialen Problemen, wurden. 400 000 Kinder nutzten dieses Angebot schon im ersten Jahr.

## Lobbyarbeit
Die Organisation ist eine von Indiens führenden Lobbyarbeiten für Kinderrechte. Sie hat sich kontinuierlich bei der Regierung für mehr Bildungsressourcen, Gesundheit für Kinder eine strengere Gesetzgebung für den Kinderschutz eingesetzt. Diese hat wichtige Studien zu Problemen wie Kinderarbeit und Menschenhandel herausgebracht. Die Organisation wurde von der indischen Regierung ausgewählt, bei der Herausgabe einer nationalen Kindermissbrauchsstudie mitzuwirken. Dies ist das größte Projekt dieser Art, das jemals in Indien durchgeführt wurde.
Die Organisation trug zu den Formulierungen der indischen Regierungspolitik bei, welche das Jugendrecht und das Strafrecht gegen Kindervergehen beinhalten. Die Organisation ist Mitglied der nationalen Kommission für Kinder, ein beratender Körper in Kinderangelegenheiten.

## Anerkennung
- Prayas-Projekte haben eingehende finanzielle Stützen von zahlreichen internationalen Organisationen, mit eingeschlossen die Vereinten Nationen und die Regierungen von Kanada, Japan, Australien, Norwegen und den Vereinigten Staaten.
- Die Organisation empfängt internationale Anerkennung für Anti-Menschenhandelsinitiativen von dem Personenhandelsreport, 2006, veröffentlicht von der US Department of State. Amod Kanth, der Kopf der Polizei Delhis und Gründer von Prayas, wurde für seine Bemühungen im Auftrag der indischen Kinder als internationales model of public service ernannt.[1]
- Das Kinderheim für Jungen am Delhi Gate wurde als beste Praktik im Jugendrechtssystem in Südasien anerkannt.
- Das Kinderheim bei Jahangirpuri wurde als eine Modell-Institution belegt, wo Kinder in Konflikten mit dem Gesetz behalten wurden mit absolut keiner Beschränkung. Den Kindern werden Ausbildungen und Alternativbildung angeboten, die so gut sind wie staatliche Schulen und sind auch in verschiedenen Jobangeboten bei den Einstellungszentren Prayas platziert, so dass sie mit der Gesellschaft gehen können.
- Die Alternativbildungszentren wurden zitiert als das Modell der besten Praktik der indischen Regierung und United States Department of Labor, abgeglichen mit der Regierung, finanziert durch das INDUS Projekt.[2]

## Sonstiges
- Laura Bush, die First Lady der Vereinigten Staaten, besuchte die Hauptzentrale in Tughlaqabad als Teil ihres Staatsbesuchs in Indien 2006.